# Тім Стенс
Тім Стенс (нід. Tim Steens, 13 грудня 1955) — нідерландський хокеїст на траві.
Бронзовий призер Олімпійських Ігор 1988 року.